# Mary Lily Walker
Mary Lily Walker (5 de juliol de 1863 – 1 de juliol de 1913) va ser una reformista social escocesa, qui va treballar per millorar les condicions de les dones i els nens que treballaven a la industrial Dundee. Era la novena filla de l'advocat Dr. Walker, naixent en una família relativament rica en una ciutat fortament industrialitzada.

## Biografia
Es va destacar acadèmicament des d'una edat primerenca, primer educada a Tayside, abans de completar la seva escolarització a l'Institut de Dundee entre 1880 i 1881. Durant el seu temps allí, va guanyar premis en francès, alemany, perspectiva i geometria pràctica.
Després d'acabar els seus estudis a l'Institut, concorre a la University College Dundee després de la seva creació l'any 1883. Walker va continuar estudiant allí per onze anys, estudiant amb D'Arcy Wentworth Thompson (amb qui va desenvolupar una amistat i va tenir correspondència contínuament durant la seva vida), Alfred Ewing, John Steggall i Patrick Geddes. Va continuar guanyant premis a la universitat en clàssics, història antiga, llatí, literatura, botànica, embriologia, zoologia, fisiologia, química, i història. Durant el seu temps allí també va publicar dos articles sobre anatomia aviaria.
El seu interès en la reforma social la va incitar a unir-se a Dundee Union Social (DSU), un grup format l'any 1888 per professors per millorar la qualitat de vida universitària de Dundee. Inicialment va treballar com a cobradora de rendes, comprometent-se estretament amb les famílies els qui van viure en les propietats posseïdes pel grup. L'any 1891, va ser nomenada Superintendente d'Albergs i Directora Cap de propietats. Durant el seu temps en aquesta funció, va començar per treballar més elements del treball social en la seva funció, començant per clubs per a dones laborables, per exemple.

## Londres
L'any 1893, Walker va viatjar a Londres, treballant directament sota les ordres de la reformista social Octavia Hill sobre el poblament universitari de dones en Southwark. Walker va tornar a Dundee i es va centrar més a millorar les vides de les ciutadanes pobres a través del seu treball amb el DSU, malgrat oferir consergeria a nous assentaments per Octavia Hill. Mary Lily va adaptar el que havia après a Londres sota la tutela d'Hill per adaptar-se a les preocupacions particulars de pobresa de Dundee. Cap a 1905, 40.000 persones van estar empleades en la indústria tèxtil a la ciutat; i tres quartes parts d'ells eren dones, i un nombre indeterminat de nens. Pel seu treball en Southwark es va posar en contacte amb altres persones influents del seu temps com Charles Cabina i Seebowm Rowntree. Així i tot, Dundee continuava expandint-se i la pobresa seguia augmentant, encara que en els agrupats en DSU disminuïa.
Després de la mort de la seva amiga propera Madge Oliphant Valentine (neboda de l'autora Margaret Oliphant), Mary va viatjar a Londres una vegada més. I va estar un any treballant amb el Grey Ladies, una ordre religiosa amb base en Blackheath. Allí es va entrenar en treball social, amb vista a portar aquesta experiència a Dundee. També en aquest temps va començar a portar l'hàbit gris de l'ordre, roba que va portar per la resta de la seva vida.

## Tornada a Dundee
L'any 1899, Mary va tornar a Dundee i tornar a asumir el treball amb el Dundee Social Union. Amb ponents d'alt nivell donant conferències en els esdeveniments del grup, i activitats més àmplies en Dundee, l'afiliació va augmentar de 61 membres en 1899 a 168 l'any 1905. Walker va animar el grup per emprar treballadors més professionals, més que confiar en simples empleats. Amb aquesta fi persuadeix al DSU per entrenar treballadors a casa seva, Grey Lodge, sobre la base que ella finançava la formació d'un treballador si el grup finançava a altres dos.

## Mort
Mary va morir el matí de l'1 de juliol de 1913, en el seu llit a Grey Lodge, Dundee. Poc abans de la seva mort, era atesa per la seva doctora, Julia F. Pringle, qui treballava en el Dundee Hospital de Nens i en la Blackscroft Clínica de Criatures. La seva mort va ser registrada per la seva amiga propera Guilmera Peterson.